# Washingtonská deklarace

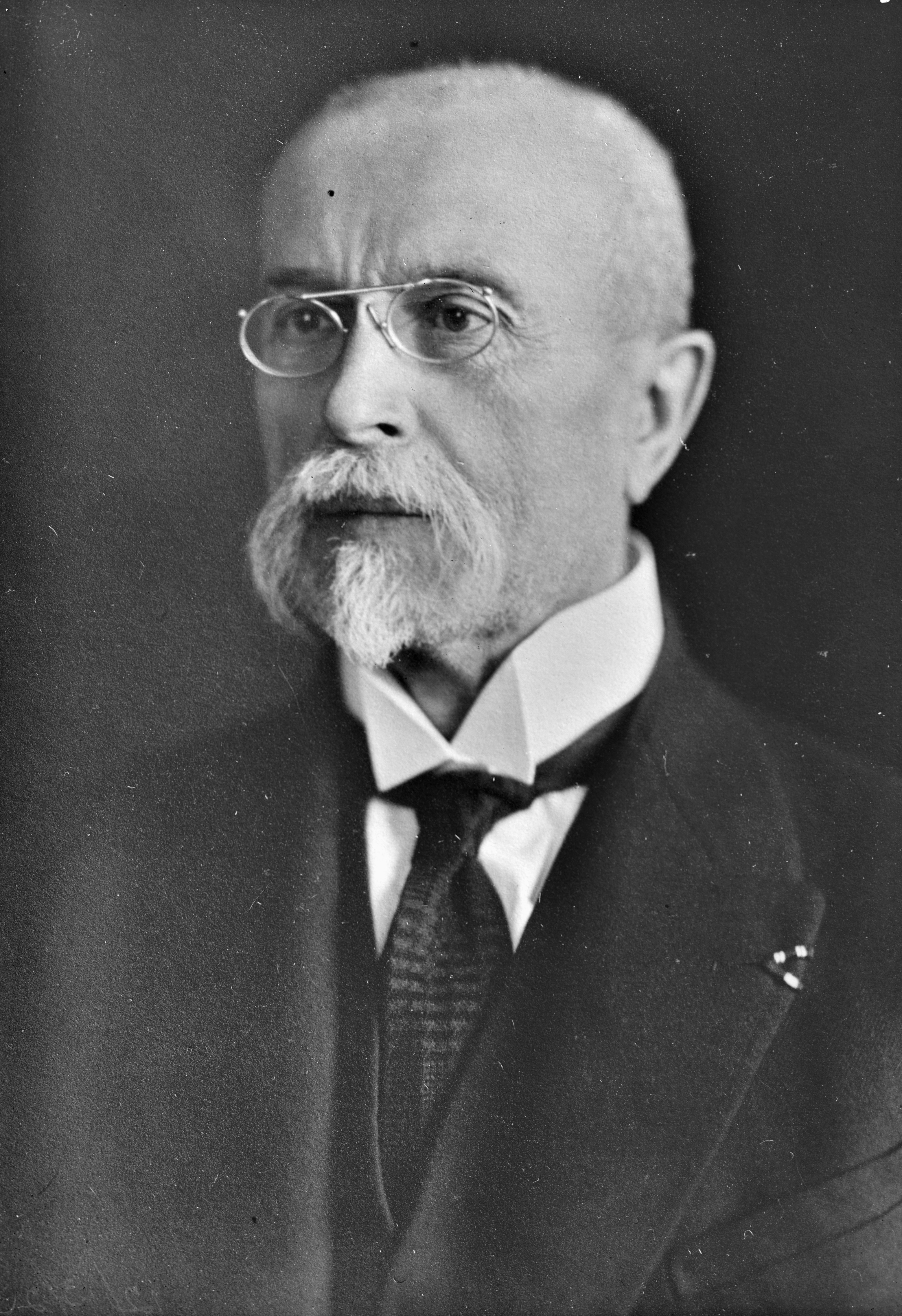
Tomáš Garrigue Masaryk, hlavní autor Washingtonské deklarace

Washingtonská deklarace (původním názvem anglicky Declaration of Independence of the Czechoslovak Nation by its Provisional Government, v překladu např. Prohlášení nezávislosti československého národa jeho prozatímní vládou) byla deklarace zahraničního odboje Čechů a Slováků vyhlašující svrchovanou a nezávislou Československou republiku. Deklarace odmítá možnost autonomie v rámci Rakouska, odvolává se na historická práva Čechů a práva na sebeurčení pro Slováky a závěrem nastiňuje podobu budoucího Československa. Obsah a struktura deklarace jsou ovlivněny americkou Deklarací nezávislosti, francouzskou Deklarací práv člověka a občana a myšlenkami wilsonismu.
Dokument vytvořil Tomáš Garrigue Masaryk a jeho spolupracovníci ve Spojených státech. Vznikl jako přímá reakce na návrh císaře Karla I. na federalizaci Rakouska-Uherska. Jeho definitivní podoba byla doručena Ministerstvu zahraničních věcí Spojených států dne 18. října 1918 ve Washingtonu D.C. A k tomuto dni je také datován, ačkoli jako místo vydání uvádí Paříž (sídlo Prozatímní vlády československé). V tisku byl publikován následující den, 19. října 1918.

## Název
Oficiální název deklarace a stejně tak její oficiální znění je pouze v angličtině, tedy Declaration of Independence of the Czechoslovak Nation by its Provisional Government (v překladu: „Prohlášení nezávislosti československého národa jeho prozatímní vládou“).
V české a slovenské odborné i popularizační literatuře se objevují také následující označení:
- Prohlášení nezávislosti československého národa,[1] Vyhlásenie nezávislosti Československého národa[2][3]
- Prohlášení nezávislosti československého národa jeho prozatímní vládou[4]
- Prohlášení nezávislosti československého národa jeho prozatímní vládou československou,[5] Vyhlásenie nezávislosti československého národa dočasnou vládou Československa[6]
- Prohlášení nezávislosti[7]
- Deklarace nezávislosti (Československa),[8] Deklarácia nezávislosti[9]
- Vyhlásenie československej samostatnosti[10]
- Vyhlásenie československej nezávislosti[2]
- Deklarácia štátnej nezávislosti Československa[11]
- Washingtonské vyhlásenie nezávislosti československého národa[12]

## Historický kontext

### Situace před vydáním deklarace

Woodrow Wilson, 28. prezident Spojených států, portrét z roku 1919

Vláda Spojených států de facto uznala Československou národní radu (ČSNR) v Paříži jako vládu „česko-slovenských národů“ (resp. „Čecho-Slováků“) dne 3. září 1918. Ve své nótě Ministerstvo zahraničí Spojených států amerických pokládá ČSNR za „spolubojující vládu vybavenou vlastní autoritou ve vedení vojenských a politických věcí Čecho-Slováků.“ Prohlášení se tedy omezuje na aktuálně probíhající vojenský konflikt, přičemž se dále nevyjadřuje k plánům ČSNR na vytvoření svrchovaného státu. Jak konstatuje Ján Blahoslav Kozák: „titul ‚vláda‘ lze také použít pro řídicí těleso v rámci rozsáhlejšího státu nebo v monarchistické personální unii. Maďaři stále měli své vlády od zavedení rakousko-uherského dualismu kompromisem z roku 1867. Postavení srovnatelné s postavením Maďarů by bylo také odpovídalo stipulacím tohoto uznání.“ Ale díky uznání Spojených států a ostatních států Dohody disponovali čelní představitelé ČSNR diplomatickými pravomocemi (pasová služba, právo na kód, diplomatická pošta), což jim umožnilo rozvíjet plnohodnotnou diplomatickou činnost.
Dne 16. září 1918 rakousko-uherská vláda poslala prostřednictvím neutrálního Švédska americkému ministerstvu zahraničí nótu vyjadřující ochotu jednat o podmínkách uzavření míru, přičemž ještě trvala na řešení svých vnitřních otázek bez angažovanosti zasahování zahraničí. Když se 5. října obrátilo Německo na Spojené státy s návrhem příměří, Rakousko-Uhersko ještě týž den vyvinulo stejnou iniciativu, přičemž jako základ vyjednávání se zavázalo akceptovat Čtrnáct bodů prezidenta Spojených států Woodrowa Wilsona přednesených v Kongresu Spojených států dne 8. ledna 1918 a z nich vyplývajících čtyř zásad z 12. února. Zatímco Německo získalo první (upřesňující) odpověď již 8. října a definitivní (odmítavou) 14. října, dlouhá prodleva v komunikaci s Rakousko-Uherskem předznamenávala, že ho Spojené státy nepovažují za partnera, se kterým chtějí uzavřít příměří. Císař Karel I. ve snaze zlepšit si diplomatickou pozici začal s přípravou Národního manifestu (německy Völkermanifest), který obsahoval příslib federalizace Rakouska a celkového zlepšení postavení národů v monarchii.
Tomáš Garrigue Masaryk se od svých informátorů dozvěděl o Karlově iniciativě i o přípravě odpovědi prezidenta Wilsona na rakousko-uherskou nótu. Z tohoto důvodu začal intenzivně pracovat na vyhotovení deklarace, aby ji mohl předložit vládě Spojených států ještě před vydáním odpovědi Rakousko-Uhersku. Ke své bezprostřední motivaci Masaryk na adresu Karlova manifestu poznamenal: „Byl to poslední pokus tonoucího; ale v tom tkvělo nebezpečí, na které se autoři [manifestu] spoléhali, a bylo nutné zabránit efektu, který by manifest ještě mohl mít v kruzích, v nichž pro Rakousko dosud přetrvávalo mnoho sympatií.“
Ale Masaryk se přípravou deklarace zabýval již delší dobu, ačkoliv v původní podobě šlo spíše o požadavek autonomie než svrchovanosti. Tehdejší šéfredaktor deníku The Washington Post Ira Elbert Bennett ve svém článku "The Czech Will Rise Again", vydaném v týdenní příloze deníku The Christian Science Monitor 2. srpna 1941 vzpomíná: „Asi v tomto období [kolem 8. srpna 1918] mi dr. Masaryk ukázal náčrt prohlášení o autonomii, který napsal. Byl jsem překvapen, nakolik mou jedinou myšlenkou bylo, že habsburská monarchie je na odchodu. Jeho dokument byl neobyčejně dlouhý. Podával podrobný soupis stížností [...]. Masaryk trval na obnově starého Království českého s Habsburkem jako králem, který by byl povinen uznávat práva Čechů tak, jak byly vyhlášeny, když před staletími dobrovolně přijali Habsburka za panovníka.“ Bennett dále tvrdí, že inicioval několik rozhovorů, přičemž při jednom z nich Masarykovi poradil: „Pokud věříte, že zvítězíme, musíte věřit, že nebude žádné Rakousko-Uhersko, aby vám zaručilo autonomii. [...] Měli byste vyhlásit svobodu. Změňte své prohlášení o autonomii a udělejte z něj prohlášení nezávislosti.“ V Masarykově spise Světová revoluce se sice o této diskusi nenachází zmínka, Kozák ale uvádí, že proběhla počátkem srpna.

### Příprava a vydání deklarace
Masaryk deklaraci zkoncipoval spolu se svými americkými kolegy ve Washingtonu, D.C., přičemž jejich hlavní inspirací byla Deklarace nezávislosti Spojených států amerických. Emil Karol Kautský uvádí, že poté, co Masaryk sepsal obšírný koncept v češtině, pověřil svého osobního tajemníka Jaroslava Císaře překladem do angličtiny. Přitom Císařovi měl při redigování pomáhat redaktor deníku Chicago Tribune James O'Donnell Bennett, soudce Nejvyššího soudu Spojených států Louis Brandeis, ministr vnitra Spojených států Franklin Knight Lane a zejména profesor Herbert Adolphus Miller, který spolu se svými pěti americkými přáteli z právnických a úřednických kruhů uspořádal schůzku s cílem upravit deklaraci do konečné podoby, přičemž svůj návrh zkompletovali krátce po jedné hodině ráno 17. října a definitivně uzavřeli v Masarykově rezidenci o deváté ráno. Tento popis přípravy deklarace je analogický s Masarykovými vzpomínkami, které zaznamenal ve svém spise Světová revoluce: „V Deklaraci jsem odmítl Karlův pozdní pokus o rakouskou lživou federaci a nastínil hlavní zásady, které prozatímní vláda klade jako základy nového státu. První náčrt jsem dal přečíst více svým přátelům (mezi jinými Brandeisovi a redaktorovi Bennettovi); jejich věcnou a formální kritiku vzal na zřetel malý komitét, který provedl poslední revizi po stránce formální i právní (seděl v něm znamenitý odborník a právník Mr. Calfee); byl to pěkný příklad harmonické spolupráce a zároveň první státní akt velkého stylu, provedený za mého vedení.“

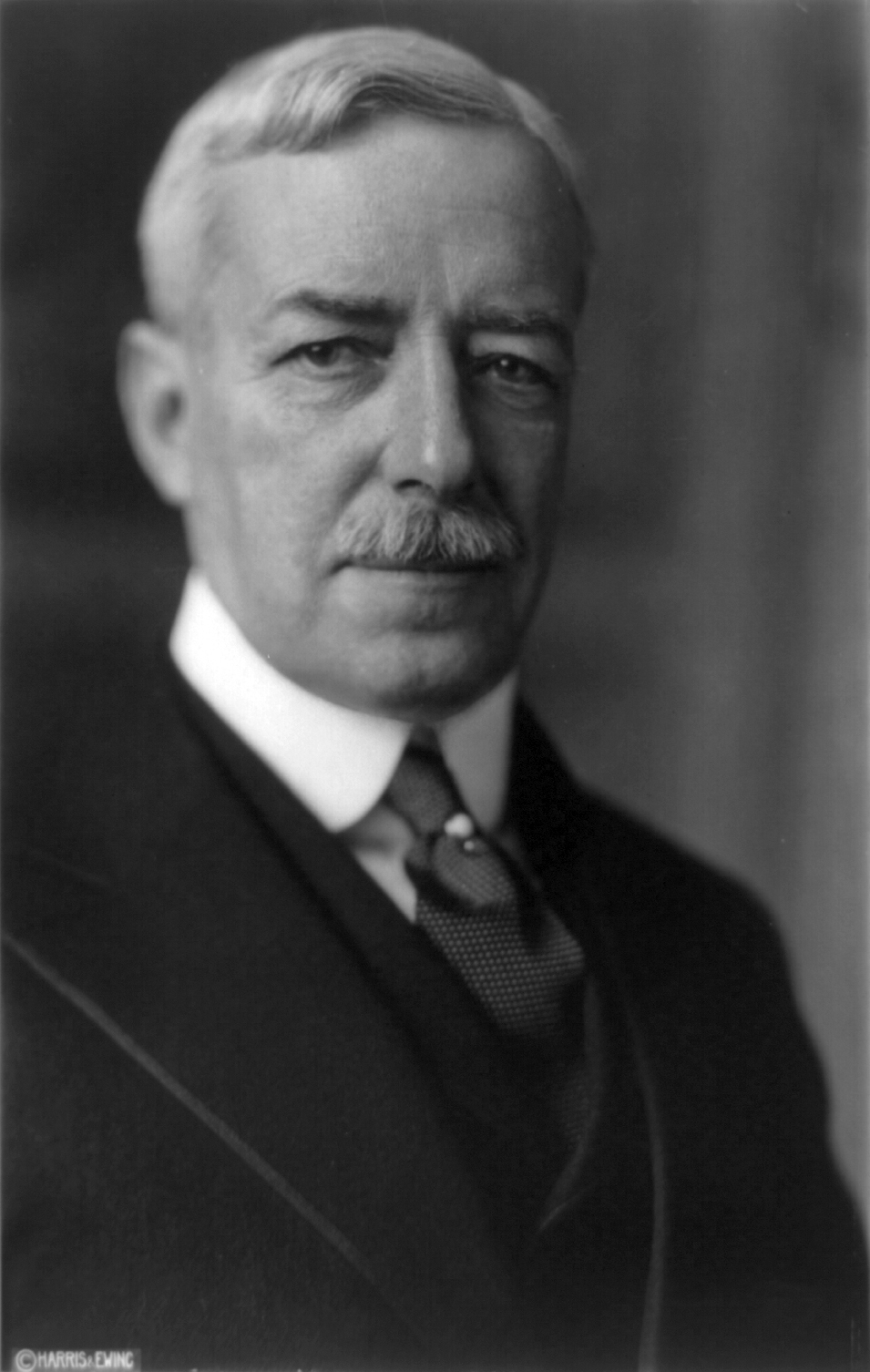
Robert Lansing, ministr zahraničních věcí Spojených států od 24. června 1915 do 13. února 1920

Koncept deklarace Masaryk doručil ministrovi zahraničních věcí Spojených států Robertu Lansingovi ještě 16. října 1918. V příslušném přípisu uvádí, že se tak rozhodl „z důvodu neupřímných příslibů vlády Rakousko-Uherska reorganizovat císařství.“ Tvrdí, že publikování deklarace bylo původně naplánováno ve stejný den, ve který W. Wilson přislíbil odpověď na rakousko-uherskou nótu, ale zároveň ujišťuje, že pokud si to Lansing bude přát, k jejímu zveřejnění přistoupí po Wilsonově odpovědi.
Zatímco Masaryk a jeho spolupracovníci ve Washingtonu zajišťovali diplomatickou podporu u Wilsona a Lansinga, Edvard Beneš dal 14. října v Paříži sepsat nótu o transformaci ČSNR na Prozatímní vládu na základě rozhodnutí z 26. září 1918. Ale tuto zprávu velvyslanec Spojených států ve Francii odtelegrafoval až 16. října, přičemž Lansingovi byl telegram doručen 17. října.
Masaryk očekával instrukce od Lansinga ohledně plánovaného publikování deklarace a reakci na ustanovení prozatímní vlády v Paříži, ale ministerstvo a prezident byli v té době zatížení množstvím práce. Proto v přípise k oficiální podobě deklarace, doručeném 18. října, uvedl, že československá administrativa předpokládá, že v souladu s předchozími uznáními ČSNR Dohodovými státy Spojené státy stejně uznávají i Prozatímní vládu. V dopise uvádí, že jelikož se Lansing nevyjádřil k otázce data zveřejnění deklarace, „předpokládám, že to není důležité, a přinucen rychlým spádem událostí v Rakousko-Uhersku tak činím k dnešnímu dni.“
Když byla následující ráno 19. října v tisku zveřejněna současně deklarace a Karlovo memorandum (ve více novinách v juxtapozici), Masarykův spolupracovník I. E. Bennett v editorském sloupečku deníku The Washington Post oslavně konstatoval: „Dnes byly zveřejněny dvě oficiální prohlášení ohledně Rakousko-Uherska, které demonstrují markantní rozdíl mezi skutečnou a podvodnou svobodou. Císař Karel, ve svém manifestu zavánějícím lží a rouháním, předstírá příslib „místní autonomie“ pro lid Rakouska. Čecho-Slovenský národ prostřednictvím svých zástupců vydává svou deklaraci nezávislosti – dokument hodný zařazení mezi nejušlechtilejší projevy člověka prahnoucího po svobodě.“ Je velmi pravděpodobné, že publicitě a zejména tomuto symbolickému uvedení deklarace a manifestu jako kontrastu „starého a nového“ dopomohli Masarykovi spolupracovníci a přátelé z řad amerických žurnalistů, protože Masaryk po svém příchodu do Spojených států navázal a rozvíjel kontakty s více novináři, což mu – jak sám uvádí – umožnilo publikovat interview a články ve významných denících, týdenících a revuích.

### Bezprostřední vývoj po vydání deklarace

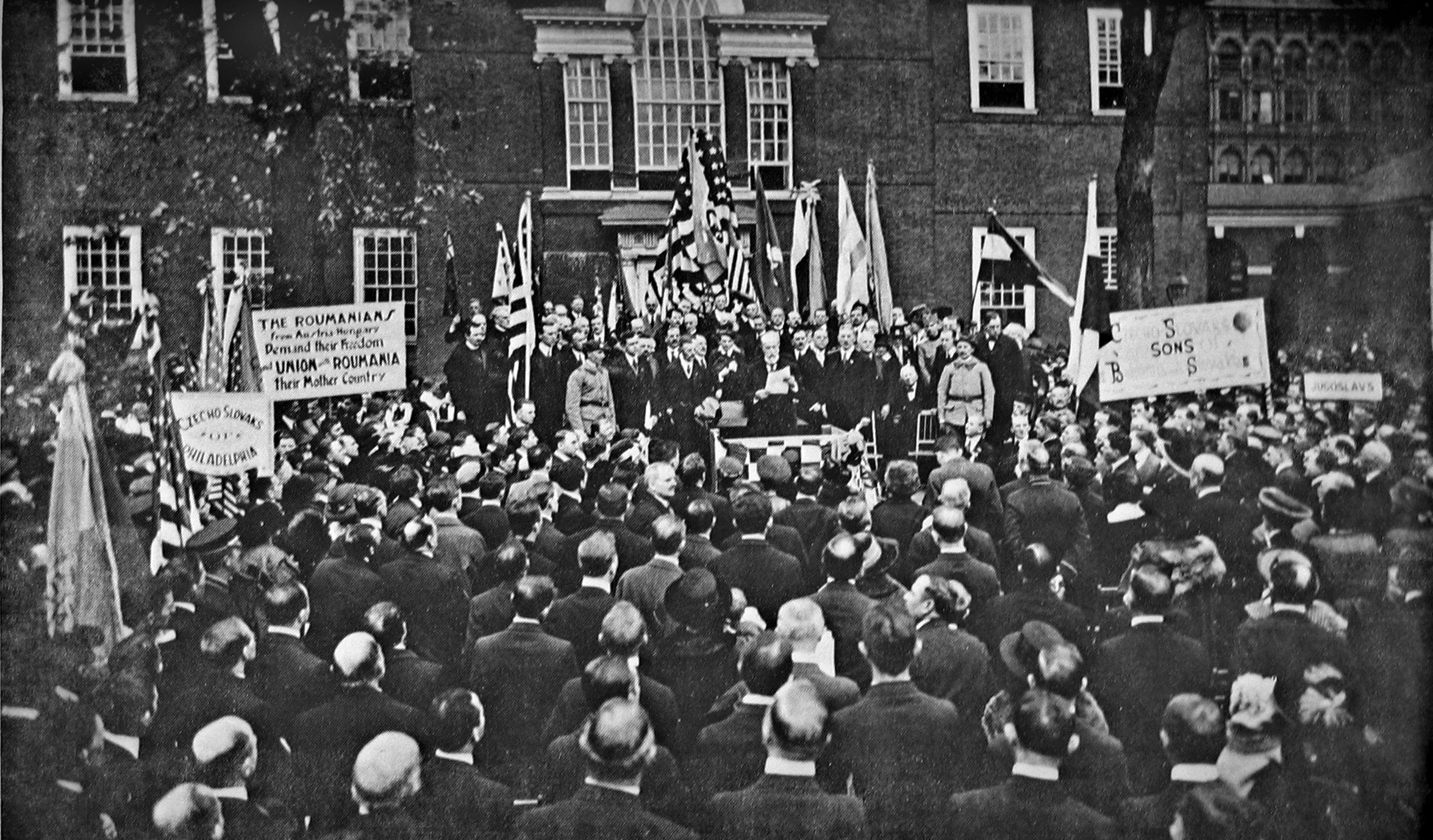
Prohlášení nezávislosti Čechoslováků Tomášem Garriguem Masarykem na kongresu národností ve Philadelphii, 26. října 1918

V odpovědi na rakousko-uherskou mírovou nótu, odeslanou ještě 18. října 1918, Spojené státy oficiálně odmítly Karlovy požadavky odkazem na desátý bod ze Čtrnácti bodů prezidenta Wilsona z 8. ledna 1918, podle kterého měla být národům Rakousko-Uherska poskytnuta „nejsvobodnější příležitost k autonomnímu vývoji.“ Kvůli de facto uznání ČSNR jako vlády Čecho-Slováků a zároveň uznání práv Jugoslávců na svobodu, vláda Spojených států konstatuje, že „prezident už není oprávněn přijmout samotnou autonomii‘ těchto národů jako základ míru, ale je přinucen trvat na tom, že ony samy, a ne on, posoudí, které akce ze strany rakousko-uherské vlády uspokojí jejich nároky a mínění o vlastních právech a jejich určení jako členy rodiny národů.“
Tímto krokem Wilson vyzval rakousko-uherskou vládu jednat přímo s Prozatímní vládou československou v Paříži, ačkoli je otázkou do jaké míry tento postoj podmínila činnost Masarykovy delegace a do jaké míry vyplynul z jeho vnitřního idealismu, známého jako wilsonismus (anglicky Wilsonianism). V této souvislosti Kozák poznamenává, že „změnu jeho myšlení nezpůsobila československá Deklarace, ale to bylo právě jeho přání, které ji urychlilo.“
I když v diplomatických kruzích Dohody se ještě vyčkávalo na reakci Rakousko-Uherska, Wilsonovo rozhodnutí znamenalo významný mezník v úsilí československé prozatímní vlády. Zpráva o něm byla přijata s velkým nadšením u československých legionářů na Sibiři (22. října), kteří předpokládali návrat na domácí území a jeho postupné osvobozování ve prospěch vznikajícího svrchovaného státu.
Přestože prohlášení poslance za Slovenskou ľudovou stranu Ferdinanda Juriga v Uherském sněmu 19. října se může kvůli akcentování požadavku práva na sebeurčení pro uherské národy jevit jako přetlumočení Wilsonovy nóty na domácí půdě, Juriga její znění ve skutečnosti neznal a ideově vycházel z prohlášení rumunských poslanců připraveného ve finální podobě ještě 12. října.

## Struktura deklarace
Ve své finální podobě se deklarace skládá ze tří (neoznačených) myšlenkových celků – „naše práva“, „naše důvody“ a „náš cíl“. Tuto formu podle Kautského navrhl americký sochař Gutzon Borglum při schůzce komitétu v noci z 16. na 17. října.
Úvodní odstavec naráží na tehdejší aktuální mezinárodní situaci – snahy o začátek mírových jednání ze strany Centrálních mocností („Hohenzollernové nabízejí mír, aby zastavili vítězný postup spojeneckých armád a zabránili rozdělení Rakousko-Uherska a Turecka“) a federalizační plány císaře Karla I. Následně deklarace připomíná uznání ČSNR jako prozatímní vlády státy Dohody a Tříkrálovou deklaraci požadující zřízení státu spojením Českých zemí a Slovenska, vyhlášenou českými říšskými a zemskými poslanci 6. ledna 1918 v Praze. Už v úvodu se rázně odmítá záměr federalizace monarchie („federalizace a autonomie neznamenají nic pod habsburskou dynastií“).
V následujících třech odstavcích („naše práva“) se deklarace odvolává na „historické (a) přirozené právo“, což je z hlediska mezinárodního práva veřejného neexistující pojem, vzniklý sloučením historického práva národa na státnost, v rámci kterého si České země nárokovaly kontinuitu Českého království spojeného se zbytkem monarchie osobností habsburského panovníka od roku 1526, a přirozeného práva národa na sebeurčení, jehož požadavek reflektoval situaci Slováků.
Zatímco historické právo národa bylo tradičním geopolitickým institutem předchozích století, právo národa na sebeurčení sice ideově kořenilo v Deklaraci nezávislosti Spojených států, která ukotvila zásadu, že: „vlády odvozují svou moc od souhlasu těch, jimž vládnou“ a „když se některá vláda stane destruktivní vůči těmto principům, je právem lidu ji změnit nebo zrušit a stanovit novou vládu, založenou na takových zásadách a pravomocně vymezenou takovým způsobem, jakým uzná lid za vhodné pro zajištění své bezpečnosti a svého štěstí“, a do evropského kontinentálního prostředí bylo implementováno Velkou francouzskou revolucí a dále modifikované s rozvojem národních hnutí v 19. století, do slovníku mezinárodního společenství se dostalo až v roce 1918, v souvislosti s formulováním geopolitických myšlenek prezidenta Spojených států Woodrowa Wilsona. Naproti všeobecnému přesvědčení, „právo na sebeurčení“ nebylo definováno čtrnácti body, ale až jeho vystoupením v Kongresu Spojených států dne 11. února 1918: „Národy nemají být odevzdávány zpod vlády jedněch k druhým na základě mezinárodní konference nebo dohody mezi protivníky. Národní aspirace musí být respektovány, národům se smí vládnout pouze na základě jejich vlastního souhlasu. Sebeurčení není pouhou frází.“
Znaky wilsonismu jsou nejmarkantnější v devátém odstavci, následujícím po čtyřech odstavcích vyjmenovávajících hlavní příčiny nespokojenosti („naše důvody“), který přímo prohlašuje: „přijímáme americké principy [tak], jak je stanovil prezident Wilson: principy osvobozeného lidstva – skutečné rovnosti národů – a o tom, že vlády odvozují všechnu svou spravedlivou moc ze souhlasu těch, jimž vládnou.“ Vliv americké právní kultury, který do deklarace přetavil prostřednictvím Masarykových poradců, se dále uplatňuje následováním principů vyjádřených Deklarací nezávislosti Spojených států a principů prezidenta Abrahama Lincolna, přičemž je zmíněna i francouzská Deklarace práv člověka a občana a duchovní odkaz husitských válek.
Devátý odstavec spolu s následujícími proklamuje podobu budoucího Československa („naše cíle“) jako svrchované demokratické parlamentní republiky implementující garanci rovnosti před zákonem, svobody slova, tisku, svědomí, vyznání, vědecké a umělecké tvorby, shromažďování a petičního práva. Ukotvuje se obecné volební právo i pro ženy, odluku církve od státu, menšinová práva a nahrazení stálého vojska milicemi. Z hospodářského hlediska již deklarace vyhlašuje plán hospodářských a sociálních reforem, jmenovitě vyvlastnění velkostatků pro domácí kolonizaci a zrušení šlechtických výsad. V případě státního dluhu má ČSR převzít pouze závazky předválečné, ne dluhy způsobené během války.
Deklaraci uzavírá motto: „Síly temnoty posloužily vítězství světla – vytoužený věk lidstva svítá. Věříme v demokracii – věříme ve svobodu, svobodu vždy větší a větší!“ Deklarace je datována k 18. říjnu v Paříži jako v oficiálním sídle vlády. Je signována T. G. Masarykem, Edvardem Benešem a Milanem Štefánikem. Věrnost podpisu M. R. Štefánika je ale sporná. Během pobytu v Japonsku v roce 1918 Štefánik objevil svůj podpis pod Washingtonskou deklarací, kterou údajně nikdy nepodepsal.